# Neptunea amianta
Neptunea amianta är en snäckart som först beskrevs av Dall 1890.  Neptunea amianta ingår i släktet Neptunea och familjen valthornssnäckor. Inga underarter finns listade i Catalogue of Life.